# منتخب جرينلاند لكرة اليد
منتخب جرينلاند لكرة اليد هو ممثل جرينلاند الرسمي في المنافسات الدولية في كرة اليد .